# Napęd obrotu wieży
Napęd obrotu wieży – układ napędowy, którym  umożliwia się mechanicznie lub ręcznie obrócić wieżę czołgu w płaszczyźnie pionowej. 
Rozróżnia się następujące napędy:
1. ręczny – występujący w postaci przekładni zębatej, planetarnej albo ślimakowy, który posiada korbę  oraz uchwyt ręczny[1];
2. mechaniczny – mający postać silnika prądu stałego, posiadający zmienną regulowaną prędkość obrotową wirnika[1];
3. elektrohydrauliczny – w postaci elektrycznych urządzeń, które sterują siłownikami hydraulicznymi[1].